# René Pretschner
René Pretschner (Wuppertal, 30 december 1962) is een Duitse jazzmuzikant, hij speelt piano en is componist.

## Biografie
Pretschner studeerde tussen 1985 en 1991 jazzpiano in Nederland en Amerika. Hij leidde een trio met Harald Heller en Jörg Hedtmann. Tevens vormde hij een duo met de pianisten Gabriel Pérez en Melo Mafali en trad hij op als solist. Hij is te horen op albums van Wolfgang Schmidtke (Blues Variations).
In 1989 won hij prijzen op de internationale jazzfestivals in Praag en Karlsbad.
Pretschner heeft een eigen platenlabel, Green House Music, waarop hij zijn eigen albums en muziek van anderen uitbrengt.

## Discografie (selectie)
- René Pretschner Trio Story of a Jazz Piano, Volume 2 (Green House Music, 2001)
- René Pretschner & Gabriel Pérez Piano en los vientos (Green House Music, 2004)
- The Piano Duo: René Pretschner & Melo Mafali nocturna (Green House Music, 2005)
- Floating Pictures (Green House Music, 2012)
- René Pretschner Band feat. Frank Sichmann See You Soon (Green House Music, 2014)

## Bron
- Jürgen Wölfer Jazz in Deutschland – Das Lexikon. Alle Musiker und Plattenfirmen von 1920 bis heute. Hannibal Verlag: Höfen 2008, ISBN 978-3-85445-274-4

- Gemeinsame Normdatei: 134695550
- International Standard Name Identifier: 0000 0000 5817 0185
- MusicBrainz: 1e81bb26-1203-4ace-bba1-f5d0ea86408b
- Virtual International Authority File: 79734926
- WorldCat: E39PBJjCRjGRmxQY48VqcFFdwC